# Barclay Wade
Barclay John Wade (* 5. April 1944 in Sydney; † 26. Dezember 2021) war ein australischer Ruderer.

## Biografie
Barclay Wade belegte bei den Olympischen Sommerspielen 1964 in Tokio zusammen mit Gary Pearce in der Doppelzweier-Regatta den 13. Platz. Zwei Jahre zuvor hatte Wade zusammen mit Graeme Squires bei den British Empire and Commonwealth Games in Perth die Bronzemedaille gewinnen können. Zudem wurde er 1962 und 1964 australischer Meister im Doppelzweier.